# (1522) Kokkola
(1522) Kokkola ist ein Asteroid des Hauptgürtels, der am 18. November 1938 von der finnischen Astronomin Liisi Oterma in Turku entdeckt wurde.
Der Name des Asteroiden ist von der finnischen Stadt und Gemeinde Kokkola abgeleitet.